# Yuan Xikun
Pour les articles homonymes, voir Yuan (homonymie).
Yuan Xikun, né en 1944 à Kunming, dans la province du Yunnan, est un artiste visuel et militant écologiste chinois. En 2011, Yuan a proposé de construire une sculpture géante composée de sable collecté sur cinq des continents de la terre et d'eau de ses régions arctique et antarctique pour attirer l'attention sur appauvrissement de la couche d'ozone et changement climatique.

## Créativité
Auteur de plus de 150 portraits et de plus de 50 images sculpturales de personnalités politiques célèbres et d'autres célébrités, telles que le réformateur chinois Deng Xiaoping, l'écrivain russe Leo Tolstoy, l'ancien président américain Bill Clinton, le secrétaire général de l'ONU Kofi Annan, Che Guevara et d'autres.
Yuan Xikun est l'auteur de monuments:
- Jianzhen au ministère des Affaires étrangères (2008)
- Juan Antonio Samaranch au Comité International Olympique (2006).
- Nizami Ganjavi à Pékin

## Prix
- Ordre du mérite, diplôme III (6 août 2008, Ukraine) - pour une contribution personnelle significative au développement des relations ukraino-chinoises dans le domaine humanitaire[3]
- Ordre d'honneur (11 novembre 2003, Biélorussie) - pour une grande contribution personnelle au développement des liens culturels biélorusse-chinois, promotion active de la culture biélorusse en République populaire de Chine[4]
- Ordre de l'amitié (5 février 2021, Azerbaïdjan) - pour ses mérites dans le développement des liens culturels entre la République d'Azerbaïdjan et la République populaire de Chine[5]
- Médaille «25 ans d'indépendance de la République du Kazakhstan» (2019, Kazakhstan)[6].
- Ordre de la République orientale de l'Uruguay (2016, Uruguay)
- Certificat d'honneur du ministre de la Culture et des Sports de la République du Kazakhstan (2015) - pour une contribution spéciale au développement de la coopération culturelle et humanitaire kazakhe-chinoise
- Prix du meilleur philanthrope et de la culture (2006).
- Patron du PNUE pour l'environnement des arts (2010).
- « Médaille d'honneur du travail du 1er mai » (2011)
- Ambassadeur du Festival culturel national (2011).
- L'astéroïde (214883) Yuanxikun est nommé en son honneur